# Calocera cornea
Calocera cornea jeste želetinozna gljiva koja raste na trulim ostacima drveta kao npr. grančice. Raste u grupama, ponekad više plodnih tela (2-3) raste iz zajedničke osnove. Najčešće raste na hrastovima. Plodonosi tokom leta i jeseni, veoma česta vrsta. Pripada klasi zelatinoznih gljiva Dacrymycetes. 

## Opis plodnog tela
Plodno telo se sastoji iz jednostavnih, glatkih roščića visine do 1,3 cm i širine do 0,2 cm jarke žute boje dok je sveže, sušenjem dobija narandžastu boju. Meso je želatinozne kozistencije.

## Mikroskopija
Spore su eliptične do zakrivljene poput kobasice, glatke i hijalne. Veličine: 7—11 x 3—4,5 µm. 

## Jestivost
Nije jestiva vrsta. 

## Literatura
- Uzelac, Branislav (2009). Gljive Srbije i zapadnog Balkana. Beograd: BGV logic.
- (1997). Atlas gljiva. Zagreb: Prosvjeta.
- http://www.mushroomexpert.com/calocera_cornea.html